# Grand Prix Formule 1 van Zuid-Afrika 1967
De Grand Prix Formule 1 van Zuid-Afrika 1967 werd gehouden op 2 januari op het Kyalami Grand Prix Circuit in Midrand. Het was de eerste race van het seizoen. 

## Uitslag
| Pos. | Nr. | Coureur         | Constructeur    | Rondes | Tijd / Oorzaak uitval | Grid | Punten |
| ---- | --- | --------------- | --------------- | ------ | --------------------- | ---- | ------ |
| 1    | 4   | Pedro Rodriguez | Cooper-Maserati | 80     | 2:05:45.9             | 4    | 9      |
| 2    | 17  | John Love       | Cooper-Climax   | 80     | + 26.4                | 5    | 6      |
| 3    | 11  | John Surtees    | Honda           | 79     | + 1 Ronde             | 6    | 4      |
| 4    | 2   | Denny Hulme     | Brabham-Repco   | 78     | + 2 Rondes            | 2    | 3      |
| 5    | 14  | Bob Anderson    | Brabham-Climax  | 78     | + 2 Rondes            | 10   | 2      |
| 6    | 1   | Jack Brabham    | Brabham-Repco   | 76     | + 4 Rondes            | 1    | 1      |
| NC   | 19  | Dave Charlton   | Brabham-Climax  | 63     | Niet geklasseerd      | 8    |        |
| NC   | 20  | Luki Botha      | Brabham-Climax  | 60     | Niet geklasseerd      | 17   |        |
| NF   | 18  | Sam Tingle      | LDS-Climax      | 56     | Ongeluk               | 14   |        |
| NF   | 16  | Piers Courage   | Lotus-BRM       | 51     | Brandstofsysteem      | 18   |        |
| NF   | 9   | Dan Gurney      | Eagle-Climax    | 44     | Ophanging             | 11   |        |
| NF   | 12  | Jo Siffert      | Cooper-Maserati | 41     | Motor                 | 16   |        |
| NF   | 3   | Jochen Rindt    | Cooper-Maserati | 38     | Motor                 | 7    |        |
| NF   | 6   | Mike Spence     | BRM             | 31     | Olielek               | 13   |        |
| NF   | 15  | Jo Bonnier      | Cooper-Maserati | 30     | Motor                 | 12   |        |
| NF   | 7   | Jim Clark       | Lotus-BRM       | 22     | Motor                 | 3    |        |
| NF   | 8   | Graham Hill     | Lotus-BRM       | 6      | Ongeluk               | 15   |        |
| NF   | 5   | Jackie Stewart  | BRM             | 2      | Motor                 | 9    |        |

## Statistieken
| Pole-position | Jack Brabham | Brabham-Repco | 1:28.3 |
| Snelste ronde | Denny Hulme  | Brabham-Repco | 1:29.9 |

## Noot
- Dit was het debuut van de Zuid-Afrikaanse coureur Luki Botha.
- Eerste rondes als raceleider voor Denny Hulme.
- Eerste rondes als raceleider en eerste podiumplaats voor John Love en een coureur uit Rhodesië.
- Eerste rondes als raceleider, eerste podiumplaats en Grand Prix-winst voor Pedro Rodríguez en voor een Mexicaanse coureur.

1960 · 1960 II · 1961 · 1962 · 1963 · 1965 · 1966 · 1967 · 1968 · 1969 · 1970 · 1971 · 1972 · 1973 · 1974 · 1975 · 1976 · 1977 · 1978 · 1979 · 1980 · 1981 · 1982 · 1983 · 1984 · 1985 · 1992 · 1993